# Abdulaziz al-Janoubi
Abdulaziz al-Janoubi (arabisch عبد العزيز الجنوبي, DMG ʿAbd al-ʿAzīz al-Ǧanūbī; * 20. Juli 1974) ist ein ehemaliger saudi-arabischer Fußballspieler.

## Karriere

### Klub
Er begann seine Karriere zur Saison 1997/98 bei al-Nasr und spielte hier bis zur Saison 2006/07. Danach wechselte er zum Zweitligisten sowie ab der Saison 2008/09 Drittligisten Sdoos Club. Nach der Spielzeit 2010/11 beendete er dann seine Karriere.

### Nationalmannschaft
Sein erster bekannter Einsatz für die saudi-arabische Nationalmannschaft war am 4. März 1997 bei einem 1:1-Freundschaftsspiel gegen Syrien, wo er auch in der Startelf stand. Es folgten weitere Einsätze in Freundschaftsspielen sowie auch in einem Spiel der Qualifikation für die Weltmeisterschaft 1998. Bei der Weltmeisterschaft 1998 stand er dann auch im Kader, erhielt jedoch keine Einsatzzeit.
Nach vier Jahren Pause erhielt er schließlich wieder Einsätze beim Arabischen Nationenpokal 2002, wo er in jeder Partie spielte und am Ende mit seiner Mannschaft den Titel gewann. Im nächsten Jahr ging es weiter mit Spielen der Qualifikation zur Asienmeisterschaft 2004. Im Jahr 2004 spielte er ein paar Partien beim Golfpokal 2003 und kam im Laufe des Jahres auch noch bei der Qualifikation zur Weltmeisterschaft 2006 zum Einsatz. Danach erhielt er aber auch keine Einsätze mehr im Nationaldress.